# Damernas turnering i handboll vid olympiska sommarspelen 1976
Damernas turnering i handboll vid olympiska sommarspelen 1976 arrangerades 20–28 juli i Montréal. Sex nationer var med i turneringen. Sex lag i en grupp tävlade.

## Medaljfördelning
| Gren               | Guld | Silver | Brons |
| Damernas turnering | Sovjetunionen Lyubov Odynokova Lyudmyla Bobrus Aldona Česaitytė Tetyana Hlusjtjenko Larysa Karlova Marija Litosjenko Nina Lobova Tetyana Kotjerhina Lyudmyla Pantjuk Rafiga Sjabanova Nataljya Tymosjkina Lyudmila Sjubina Zinaida Turtjyna Haljna Zacharova | Östtyskland Gabriele Badorek Hannelore Burosch Roswitha Krause Waltraud Kretzschmar Evelyn Matz Liane Michaelis Eva Paskuy Kristina Richter Christina Rost Silvia Siefert Marion Tietz Petra Uhlig Christina Voß Hannelore Zober | Ungern Éva Angyal Mária Berzsenyi Ágota Bujdosó Klára Csíkné Zsuzsanna Kéziné Katalin Lakiné Rozália Lelkesné Márta Megyeriné Ilona Nagy Marianna Nagy Erzsébet Németh Amália Sterbinszky Borbála Tóth Harsányi Mária Vadászné |

### Resultat
| Nr | Lag           | S | V | O | F | GM | IM  | MS  | P  |
| -- | ------------- | - | - | - | - | -- | --- | --- | -- |
| 1  | Sovjetunionen | 5 | 5 | 0 | 0 | 92 | 40  | +52 | 15 |
| 2  | Östtyskland   | 5 | 3 | 1 | 1 | 89 | 47  | +42 | 10 |
| 3  | Ungern        | 5 | 3 | 1 | 1 | 85 | 55  | +30 | 10 |
| 4  | Rumänien      | 5 | 2 | 0 | 3 | 73 | 83  | −10 | 6  |
| 5  | Japan         | 5 | 1 | 0 | 4 | 72 | 115 | −43 | 3  |
| 6  | Kanada        | 5 | 0 | 0 | 5 | 35 | 106 | −71 | 0  |

| Hemma \ Borta | Sovjetunionen | Östtyskland | Ungern | Rumänien | Japan | Turkiet |
| Sovjetunionen | —             | 14-11       | 12-9   | 14-8     | 31-9  | 21-3    |
| Östtyskland   | 11-14         | —           | 7-7    | 18-12    | 24-10 | 29-4    |
| Ungern        | 9-12          | 7-7         | —      | 20-15    | 25-18 | 24-3    |
| Rumänien      | 8-14          | 12-18       | 15-20  | —        | 21-20 | 18-11   |
| Japan         | 9-31          | 10-24       | 18-25  | 20-21    | —     | 15-14   |
| Kanada        | 3-21          | 4-29        | 3-24   | 11-17    | 14-15 | —       |

### Sammanfattning
| Nr | Nation |
| -- | --- |
| 1  | Sovjetunionen |
|    | Tränare: Ihor Turchyn |
| 2  | Östtyskland |
|    | Tränare: Peter Kretzschmar |
| 3  | Ungern |
|    | Tränare: Bódog Török Éva Angyal (Vasas SC) Mária Berzsenyi (FTC) Ágota Bujdosó (Vasas SC) Klára Csíkné (Vasas SC) Zsuzsanna Kéziné (TBSC) Katalin Lakiné (Bakony Vegyész) Rozália Lelkesné (FTC) Márta Megyeriné (Csepel SC) Ilona Nagy (Csepel SC) Marianna Nagy (TFSE) Erzsébet Németh (FTC) Amália Sterbinszky (Vasas SC) Borbála Tóth Harsányi (Bakony Vegyész) Mária Vadászné (Vasas SC) |
| 4  | RumänienTränare: Constantin Popescu Simona Arghir Maria Bosi Doina Cojocaru Doina Furcoi Iuliana Hobincu Elisabeta Ionescu Viorica Ionică Maria Lackovics Georgeta Lăcusta Magdalena Mikloş Cristina Petrovici Constantina Piţigoi Niculina Sasu Rozalia Şoş |
| 5  | JapanTränare: Kaoru Ie Mihoko Hozumi Mikiko Kato Eiko Kawada Nanami Kino Kuriko Komori Hiroko Kosahara Tokuko Kubo Terumi Kurata Hitomi Matsushita Nartue Shimada Shoko Wada Emiko Yamashita |
| 6  | KanadaTränare: Maurice Loeub Lucie Balthazar Louise Beaumont Francine Boulay-Parizeau Manon Charette Danielle Chenard Nicole Génier Mariette Houle Louise Hurtubise Denise Lemaire Monique Prud'homme Joanes Rail Nicole Robert Hélène Tétreault Johanne Valois |